# زهير بن عبد الحفيظ نواب
زهير بن عبد الحفيظ نواب جيولوجي سعودي، ولد في جدة في يناير من عام 1943م. تولى العديد من المناصب أبرزها تعيينه رئيساً لهيئة المساحة الجيولوجية السعودية من عام 2006 إلى عام 2017، وعين قبلها وكيلاً لوزارة البترول والثروة المعدنية للثروة المعدنية في سبتمبر عام 2000م.

## النشأة
انتقل مع أسرته إلى الخبر في المنطقة الشرقية بسبب وظيفة والده، وهو أول سعودي يحمل بكالوريوس الكيمياء يعمل بشركة أرامكو، وتوفي والده وعمره عامان ونصف، ثم رحل إلى مكة المكرمة وتولى جده إسحاق نواب وجدته تربيته هو وشقيقته، ودرس فيها حتى الصف الثاني ابتدائي، ثم ارتحل إلى جدة واستقر في حي «الخاسكية».
وبعد إتمامه الصف الرابع اتفق جده وعدد من أصدقائه التجار وكبار موظفي الدولة أن يرسلوا أبناءهم إلى لبنان للدراسة، وبعد أن أنهى نواب وزملاءه الصف السادس أمر الملك سعود بن عبد العزيز بعودة جميع الطلبة السعوديين من الخارج وتنازل بقصوره لوزارة المعارف التي أنشئت فيها المدارس النموذجية ودرس فيها حتى أتم المرحلتين المتوسطة والثانوية عام 1383هـ.

## التعليم
- حصل على الدكتوراه في الجيولوجيا التركيبية من كندا عام 1396هـ (1978م).
- حصل على الماجستير في الجيولوجيا التطبيقية من جامعة الملك فهد للبترول والمعادن عام 1393هـ (1973م).
- حصل على البكالوريوس في الجيولوجيا من جامعة الملك سعود عام 1388هـ (1968م.).

## العمل والمناصب
- رئيس هيئة المساحة الجيولوجية السعودية من 2006 إلى 2017م.[5]
- وكيل وزارة البترول والثروة المعدنية للثروة المعدنية في سبتمبر عام 2000م.
- عين وكيلاً لوزارة البترول والثروة المعدنية بالنيابة في مايو عام 2000م.
- رشح من قبل وزارة البترول لشغل مقعد المملكة (غير متفرغ) في مجلس السلطة الدولية لقاع البحار التابع لهيئة الامم المتحدة في جامايكا 1998م.
- مدير إدارة التخطيط بوكالة وزارة البترول والثروة المعدنية في جدة من عام 1990 إلى عام 1997م.
- نائب رئيس لجنة التخطيط والإشراف الفني بوكالة الوزارة للثروة المعدنية من م عام 1988 إلى عام 1990م.
- عمل محاضراً بمركز الجيولوجيا التطبيقية الذي انتقل من جامعة الملك فهد إلى كلية علوم الأرض بجامعة الملك عبد العزيز بجدة من عام 1973 إلى عام 1978م.
- عمل بوظيفة جيولوجي بوكالة وزارة البترول والثروة المعدنية في جدة من عام 1968 إلى عام 1973م.[4]

## إصدارات
(أطلس طريق الهجرة النبوية: مع وصف تاريخي جغرافي جيولوجي للطريق) [بالاشتراك مع آخرين]. صدر عام 2013.